# اوویتیگامووا
اوویتیگامووا (به لاتین: Owitigamuwa) یک منطقهٔ مسکونی در سری‌لانکا است که در استان جنوبی (سری‌لانکا) واقع شده‌است.